# Dan Murphy
Daniel Murphy (né le 12 juillet 1962 à Duluth) est un musicien américain qui est surtout connu pour être le guitariste du groupe de musique Soul Asylum. Il est également membre de Golden Smog.

## Biographie
Murphy était le second rédacteur des chansons de Soul Asylum avec le chanteur et guitariste Dave Pirner. Les chansons réalisées uniquement par Murphy sont Can't Go Back, Cartoon et Gullible's Travels. Il coréalisa avec Pirner les titres Easy Street mais aussi Promises Broken avec Marc Perlman.
En 1988, Murphy forma le groupe de  Minneapolis Golden Smog. Les autres membres provenaient des groupes The Replacements, The Jayhawks et Run Westy Run. En 1992, Murphy fit une apparition sur l'album solo (Horseshoes And Hand Grenades) de l'ancien batteur (Chris Mars) du groupe The Replacements.
Murphy possède également un magasin d'antiquités.